# علي أحمد آل بوحمد
علي أحمد آل بوحمد (من مواليد 1992)، ويُعرف باسم علي بوحمد أو علي بُحَمَد، هو منتج موسيقي وملحن كويتي.

## السيرة الذاتية
وُلِد بوحمد في مدينة الكويت، وينحدر من أسرة أحسائية هاجرت إلى الكويت في أواخر القرن التاسع عشر. نشأ في عائلة دينية محافظة قامت بتأسيس حسينية خاصة بها عام 1952، تُعرف باسم "حسينية آل بوحمد".
بدأ بالترديد في الحسينيات المحلية داخل الكويت، خصوصًا في حسينية عائلته، ثم بدأ يُدعى للترديد في مختلف أنحاء العالم الإسلامي بعد أن ذاع صيته. أصدر أول عمل غنائي منفرد له عام 2017، محققًا ملايين المشاهدات لمقاطع الفيديو على قناته في يوتيوب. وقد عُرضت مراثيه على عدد من القنوات التلفزيونية الدينية، كما بُثّت عبر محطات إذاعية متخصصة.
يُشارك بانتظام في مجالس العزاء في الكويت والعراق ولندن وعُمان والمملكة العربية السعودية، وقد شارك سابقًا في السويد ولبنان.

## الإنتاج الفني

### الألبومات الرسمية
- حياة وموت – 2019[10]
- حكاية – 2020
- يا ملك هالعمر – 2021
- كل الطرق – 2022
- سيدي يا حسين – 2023

### مقاطع الفيديو الغنائية
| السنة | العنوان            | المخرج            | عدد المشاهدات |
| ----- | ------------------ | ----------------- | ------------- |
| 2017  | مفروض على الناس    | محمد عادل البلوشي | 2.7 مليون     |
| 2017  | خدمتي              | عباس سعيد         | 19 مليون      |
| 2019  | ضايع               | عباس سعيد         | 1.8 مليون     |
| 2020  | أعظم عريسين        | عباس سعيد         | 20 مليون      |
| 2020  | أول حب             | حسين بهمن         | 7.4 مليون     |
| 2021  | من المتمسكين       | عباس سعيد         | 7.4 مليون     |
| 2021  | هجـم               | محمد عادل البلوشي | 2.1 مليون     |
| 2021  | كل هالعمر          | عبد الزهراء       | 5.2 مليون     |
| 2021  | صلى الله عليه وآله | حسين بهمن         | 1.7 مليون     |
| 2023  | سيدي يا حسين       | أيمن الوائلي      | 1.9 مليون     |
| 2024  | أربعة عشر معصوم    | عباس يوسفـي       | 6.5 مليون     |
| 2024  | هو الحسين          | محمد عادل البلوشي | 1.4 مليون     |
| 2024  | آخر كلام           | خالد بوزيد        | 1.2 مليون     |

### المشاركات في إحياء عاشوراء
| السنة الميلادية | السنة الهجرية | الجهة المنظمة            | الموقع                |
| --------------- | ------------- | ------------------------ | --------------------- |
| 2017            | 1439          | مؤسسة الأكبر             | لندن، المملكة المتحدة |
| 2018            | 1440          | حسينية سيد الشهداء       | الكويت                |
| 2019            | 1441          | حسينية سيد الشهداء       | الكويت                |
| 2020            | 1442          | حسينية سيد الشهداء       | الكويت                |
| 2021            | 1443          | حسينية الإمامين الكاظمين | الكويت                |
| 2022            | 1444          | هيئة عين الحياة          | المنامة، البحرين      |
| 2023            | 1445          | مؤسسة الأكبر             | لندن، المملكة المتحدة |
| 2024            | 1446          | حسينية سيد الشهداء       | الكويت                |

## الحياة الشخصية
تزوّج علي بوحمد، وله ثلاثة أبناء. في يوم السبت الموافق 20 يوليو 2024، توفيت زوجته في حادث سير مروع وقع في شمال الكويت قرب الحدود العراقية، وذلك أثناء توجهها لأداء الزيارة في العراق.